# Agave howardii
Agave howardii ist eine Pflanzenart aus der Gattung der Agaven (Agave) in der Unterfamilie der Agavengewächse (Agavoideae). Das Artepitheton howardii ehrt den US-amerikanischen Botaniker Thaddeus Monroe Howard (* 1929).

## Beschreibung
Agave howardii ist kahl, ihre Wurzeln sind fleischig.  Die fünf bis sechs aufrechte-ausgebreiteten, glänzend grünen Laubblätter stehen in einer basalen Rosette aus einer von Fasern umgebenen Zwiebel zusammen. Sie sind schmal verkehrt lanzettlich bis linealisch, an ihrer Spitze zugespitzt oder besitzen ein aufgesetztes Spitzchen. Ihre Blattspreite ist 22 bis 27 (selten bis 36) Zentimeter lang und 15 bis 25 (selten ab 10) Millimeter breit. Die Blattränder sind ganzrandig. Die Laubblätter sind auf ihrer Unterseite gelegentlich magentafarben gefleckt.
Der „ährige“ Blütenstand erreicht eine Höhe von 60 bis 110 Zentimeter. Der blütentragende Teil ist 20 bis 70 Zentimeter lang und trägt 13 bis 30 Zentimeter voneinander entfernt stehende, einzelne, halb hängende Blüten. Deren aufrechter Blütenstiel ist 17 bis 29 (selten bis 50) Millimeter lang. Der Fruchtknoten weist eine Länge von 9 bis 16 (selten bis 19) Millimeter auf. Die glauken Perigonblätter sind außen an ihrer Basis korallenrot. Im oberen Drittel geht die Farbe ins grüne über. Außerdem sind die Perigonblätter außen unregelmäßig gelb gestrichelt. Innen sind sie grünlich gelb und weisen oft braue Streifen an der Blütenröhre auf. Die Blütenröhre ist fast gerade und bildet einen leichten Winkel zum Fruchtknoten. Ihre Mündung ist leicht schief und misst 3 bis 5 Millimeter im Durchmesser. Ihre gerundeten und leicht ausgebreiteten Zipfel sind 1,5 bis 3 Millimeter lang. Die Staubfäden ragen nicht aus der Blütenröhre heraus oder die Staubbeutel ragen 2 Millimeter heraus. Der weiße Griffel besitzt drei zurückgeschlagene Zipfel. Die Blütezeit reicht von Juli bis August.
Die kugelförmigen Früchte weisen Durchmesser von 0,8 bis 1 Zentimeter auf.

## Systematik und Verbreitung
Agave howardii ist in den mexikanischen Bundesstaaten Jalisco und Colima auf wasserdurchlässigen Böden im Halbschatten in Eichenwäldern oder tropischen, laubabwerfenden Wäldern in Höhenlagen von 1000 bis 1100 Metern verbreitet.
Die Erstbeschreibung als Polianthes howardii durch Susan Elizabeth Verhoek-Williams wurde 1976 veröffentlicht. Joachim Thiede und Urs Eggli stellten die Art 1999 in die Gattung Agave.
Die Art gehört in die Untergattung Manfreda und wird dort der Polianthes-Gruppe zugeordnet.

## Nachweise